# Лютий 2022
Лютий 2022 — другий місяць 2022 року, що розпочався у вівторок 1 лютого та закінчився в понеділок 28 лютого.

## Події
- 1 лютого
  - Початок Китайського Нового 2022 року тварини Тигра. Це 4720-й рік за китайським календарем.
  - Українська правда опублікувала відео з ДТП за участі Олександра Трухіна, де видно, що він був напідпитку[1].
- 2 лютого
  - Олександра Трухіна виключили з партії після оприлюдення Українською правдою відео з ДТП, де постраждало 6 осіб[2].
- 3 лютого
  - У ВРУ внесли пропозицію щодо звільнення голови ДБР Олексія Сухачова через бездіяльність у справі Трухіна[3].
  - Україна і Туреччина підписали угоду про створення зони вільної торгівлі[4].
  - Лідер терористичної організації ІДІЛ Абу Ібрагім аль-Гашемі аль-Кураші загинув під час рейду військових США в Сирії[5].
- 4 лютого
- Відкриття Зимових Олімпійських ігор 2022 що проходили у Пекіні, Китай до 20 лютого 2022 року[6].
- 6 лютого
  - Збірна Сенегалу уперше в історії здобула Кубок африканських націй, обігравши збірну Єгипту[7].
- 9 лютого
  - Кортеж Олександра Ярославського збив людину, Ярославський втік на приватному літаку за кордон[8].
- 11 лютого
  - Циклон «Батсірай» обрушився на Мадагаскар, постраждало 112 000 людей і загинуло більше 100 осіб[9].
- 15 лютого
  - В результаті масованої кібератаки кілька годин не працювали сайти ПриватБанку, Ощадбанку, сайт МВС та низка інших сайтів[10][11].
- 16 лютого
  - Головний приз 72-го Берлінського міжнародного кінофестивалю отримав фільм іспанської режисерки Карли Сімон «Алькаррас», «Срібним ведмедем» за найкращу режисуру відзначений фільм Клер Дені «Обидві сторони леза»[12].
- 17 лютого
  - В Україні та за кордоном відбулися акції вшанування героїв «Небесної сотні» «„Ангели пам'яті“», організовані співачкою та громадською діячкою Анжелікою Рудницькою[13].
  - У Вікіпедії стартував міжнародний конкурс Місяць культурної дипломатії 2022, що проводиться за інформаційної підтримки МЗС України[14].
  - Проросійські сили обстріляли дитячий садок в Станиці Луганській, троє працівників контузило[15].
- 18 лютого—20 лютого
  - Відбулася Мюнхенська конференція з безпеки — на фоні загрози поглиблення Російського вторгнення відзначилася резонансним виступом Президента України Володимир Зеленського[16][17][18].
  - У 25-ти містах різних країн у межах глобальної кампанії European Day of Solidarity: STAND WITH UKRAINE відбулися акції на підтримку України, її незалежності та суверенітету, організовані громадською діячкою та голова австрійської ГО «Unlimited Democracy» Анною Паттерман[19][20].
- 20 лютого
  - У багатьох містах Європи відбулися акції солідарності з Україною фанатів низки футбольних клубів Європи[21].
- 21 лютого
  - Путін підписав укази про визнання незалежності терористичних угрупувань ЛНР та ДНР [22].
- 3—22 лютого — Клубний чемпіонат світу з футболу, який відбувся в Японії. Він став 18-м розіграшем Клубного чемпіонату світу з футболу та першим за новим форматом, в якому взяли участь 24 клуби з шести континентальних конфедерацій.
- 22 лютого
  - У віці 90 років помер український літературознавець і дисидент, академік НАН України Іван Дзюба
- 24 лютого
  - РФ розпочала повномасштабне вторгнення в Україну.
- 25 лютого
  - На острові Суматра стався землетрус інтенсивністю 6,2 бала
- 28 лютого
  - Україна подала заявку на членство в Європейському Союзі